# Scyllaeidae
Famille
Les Scyllaeidae forment une famille de mollusques de l'ordre des nudibranches, du groupe des Tritonioidea.

## Liste des genres
Selon World Register of Marine Species, prenant pour base la taxinomie de Bouchet & Rocroi (2005), on compte trois genres :
- Crosslandia Eliot, 1902 -- 2 espèces
- Notobryon Odhner, 1936 -- 6 espèces
- Scyllaea Linnaeus, 1758 -- 2 espèces

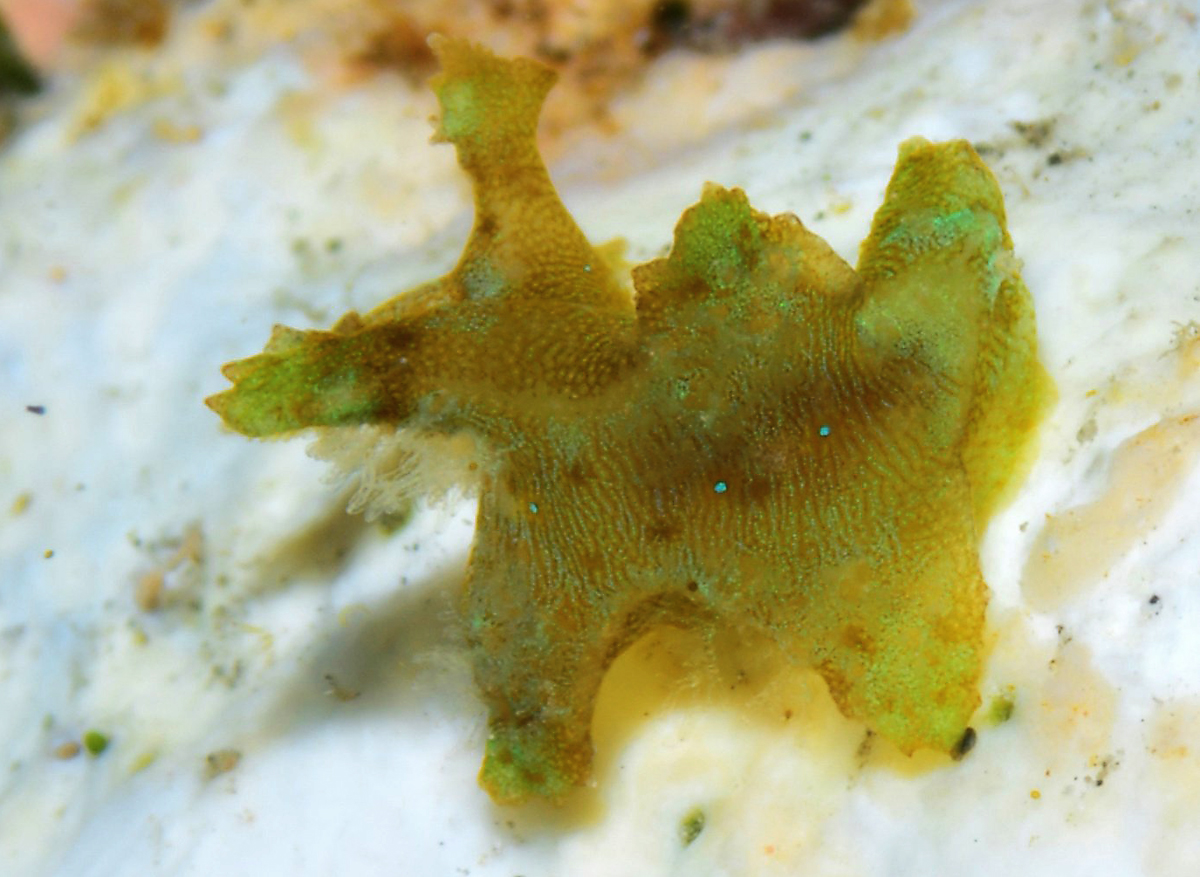
Crosslandia sp.
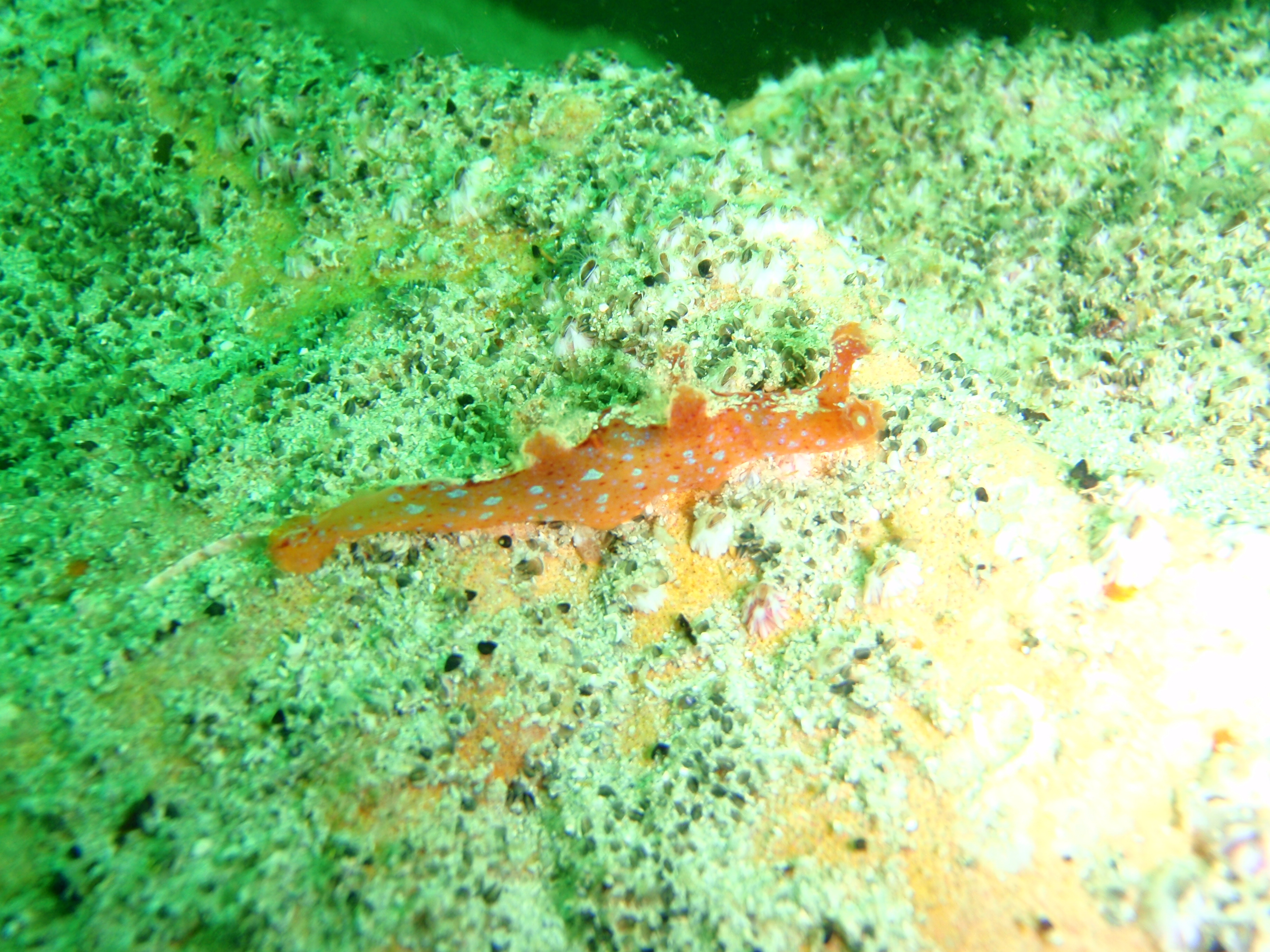
Notobryon wardi
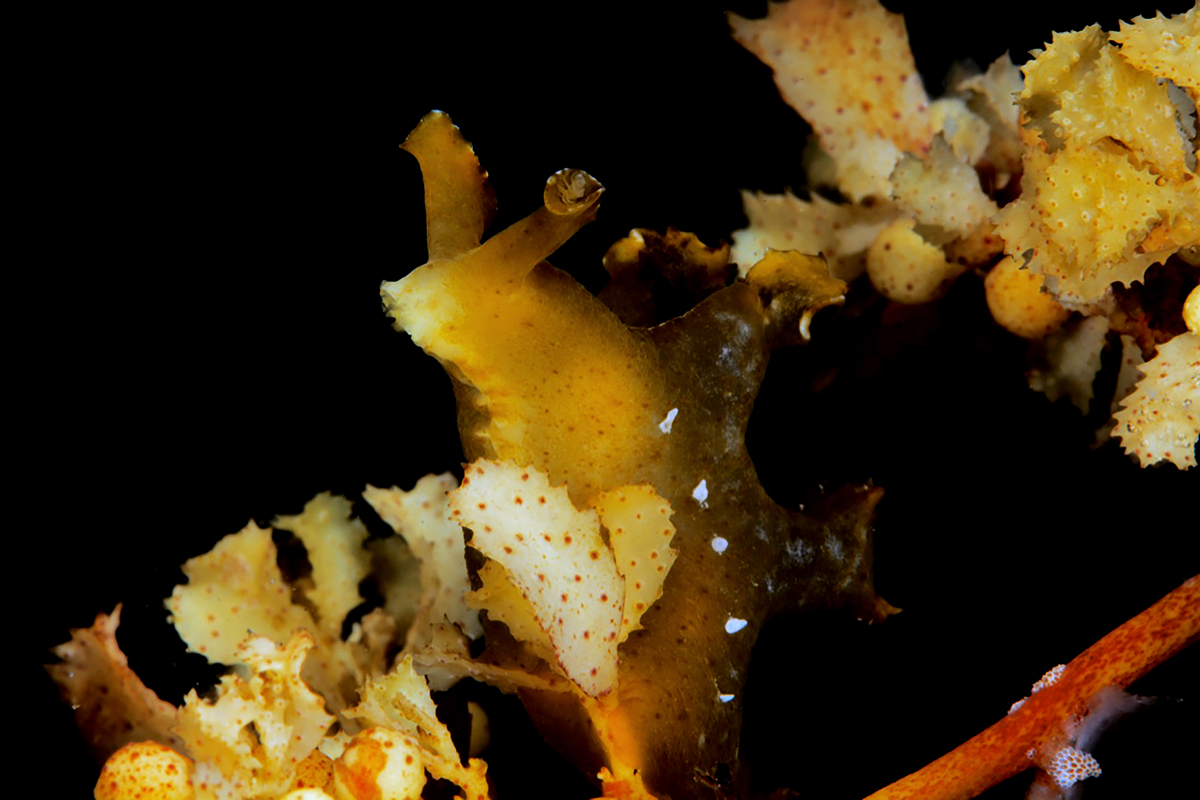
Scyllaea fulva